# Neil Charles Bannatyne
Neil Charles Bannatyne CIE, britanski general, * 24. januar 1880, † 1970.